# Куляшов Володимир Олексійович
Володимир Олексійович Куляшов (біл. Уладзімір Аляксеевіч Куляшоў; *26 червня 1941, станиця Нижньочирська, Суравикинський район, Ростовська область — †22 вересня 1999) — білоруський актор. Народний артист БРСР (1979).

## Біографія
Закінчив Білоруський державний театрально-мистецький інститут (1964). Актор Білоруського Державного академічного драматичного театру імені Якуба Коласа.

## Фільмаграфія
- 1995 На Чорних Лядах (Білорусь)
- 1994 Шляхтич Завальня, або Білорусь у фантастичних оповіданнях (Білорусь): Радько
- 1993 Чорний боцюн (Білорусь): циганський барон
- 1990 Плач перапілки: полковий комісар
- 1990 Наша людина в Сан-Ремо: голова журі
- 1988 Наш бронепотяг: робітник
- 1988 Мудромир: відвідувач у приймальні міністра
- 1988 Любов до ближнього
- 1988 Любов до ближнього| Новела 2: эпізод
- 1988 Дубровський
- 1987 Сильніше всіх інших наказів: містер Кордуел
- 1986 Знак біди: Корній
- 1985 З юбілеєм почекаєм: єпізод, на святі / учасник наради в райкомі
- 1985 Законий шлюб: епізод
- 1985 Друзів не вибирають: Павло Філімонович
- 1984 Поєдинок
- 1983 Жив-був Петро: Юрій Павлович
- 1982 Полігон: Лукашин, генерал-майор, командир дивізії
- 1982 Особисті рахунки: Олексій Яковлевич, директор заводу «Червоний вітязь»
- 1981–1982 Поліська хроніка :: Прокоп
- 1981 Люди на болоті | 1-ий фільм
- 1982 Подих грози| 2-ий фільм
- 1981 Фруза
- 1980 Третього не дано: Варанович
- 1980 Повінь
- 1979 Сусіди: Василь Опанасович, голова сільради
- 1977 Чорна береза: Макар Петрович Журавель, головна роль
- 1976, 1978 Час вибрав нас: Волгін
- 1974 Полум'я: партизан, (нема у титрах)
- 1974 Ми — хлопці живучі: розстріляний
- 1971 Мировий хлопець
- 1971 Батька: епізод